# Аюпова, Руфина Рифатовна
Руфина Рифатовна Аюпова (род. 17 марта 1999, Ишимбай) — российская спортсменка (русские и международные шашки). Чемпионка мира по международным шашкам 2012 год ( Белоруссия). Чемпионка Европы по международным шашкам 2013 год (Польша). Серебряный призёр чемпионата мира по международным шашкам 2013 год (г.Тур, Франция)   Бронзовый призёр Чемпионата России по международным шашкам (в быстрые шашки) (18.11.2012, Суздаль). Чемпионка мира по международным шашкам среди мини-кадетов (11—14 лет) (январь 2012, Слоним). Чемпионка Европы по международным шашкам (девушки до 13 лет) (Днепродзержинск, 2012) Серебро на V Международных спортивных игр «Дети Азии» (Якутск, 07-13.07.2012). Член сборной России. Тренер — Мильшин Владимир Иванович.
Училась в Башкирской Республиканской гимназии № 2 имени А. Валиди г. Ишимбай. Сейчас учится в Башкирском Государственном медицинском университете на 1 курсе. В составе сборной гимназии победительница финала Всероссийских соревнований среди команд общеобразовательных учреждений «Чудо — шашки» (Адлер, 28.05 — 07.06. 2010 г.). Чемпионка России по международным шашкам среди девушек до 16 лет (Кострома, Россия). Серебряный призёр чемпионата мира по международным шашкам среди девушек до 17 лет (Дабки, Польша). Призёр Чемпионата Европы по международным шашкам среди девушек до 19 лет (Пинск, Беларусь). 
Её сестра Регина — бронзовый призёр Кубка России по международным шашкам среди женщин 2013 года (в блице).